# إلمر جيل
إلمر جيل (بالإنجليزية: Elmer Gill)‏ هو عازف بيانو وموسيقي أمريكي، ولد في 17 فبراير 1926 في إنديانابوليس في الولايات المتحدة، وتوفي في 28 مايو 2004 في فانكوفر في كندا.

## وصلات خارجية
- إلمر جيل على موقع ميوزك برينز (الإنجليزية)